# Atli Barkarson
Atli Barkarson, né le 19 mars 2001 à Reykjavik en Islande, est un footballeur international islandais, qui évolue au poste d'arrière gauche au Zulte Waregem.

## Biographie

### En club
Né à Reykjavik en Islande, Atli Barkarson est formé par le Íþróttafélagið Völsungur avant de rejoindre l'Angleterre et le club de Norwich City, où il poursuit sa formation.
Non conservé par Norwich à l'été 2019, il s'engage librement avec le Fredrikstad FK le 26 août 2019.
En 2020 Barkarson retourne en Islande, signant avec le Víkingur Reykjavik. Il remporte la Coupe d'Islande avec cette équipe, jouant la finale en tant que titulaire, le 16 octobre 2021 contre le ÍA Akranes. Son équipe s'impose par trois buts à zéro ce jour-là.
Le 27 janvier 2022, Atli Barkarson s'engage en faveur de SønderjyskE pour un contrat courant jusqu'en juin 2026,.
Le 18 août 2023, Barkarson inscrit son premier but pour SønderjyskE, lors d'une rencontre de championnat face au Kolding IF. Il entre en jeu et participe à la victoire de son équipe par trois buts à un.

### En sélection
Avec les moins de 17 ans, Barkarson marque un but lors d'une rencontre amicale face à la Pologne, en août 2017.
Atli Barkarson représente l'équipe d'Islande des moins de 19 ans de 2018 à 2019. Avec cette équipe il joue huit matchs, tous en tant que titulaire, et inscrit un but, le 19 novembre 2019 contre l'Albanie, lors des éliminatoires de l'Euro. Son équipe l'emporte par quatre buts à deux ce jour-là.
Avec les espoirs, il délivre deux passes décisives en septembre 2021, contre la Biélorussie et la Grèce. Ces deux rencontres rentrent dans le cadre des éliminatoires du championnat d'Europe espoirs 2023.
Le 12 janvier 2022, Atli Barkarson honore sa première sélection avec l'équipe nationale d'Islande face à l'Ouganda. Il est titulaire lors de cette rencontre qui se solde par un match nul (1-1).

## Palmarès
Víkingur Reykjavik
- Championnat d'Islande (1) :
  - Champion : 2021.

- Coupe d'Islande (1) :
  - Vainqueur : 2021.